# マクルズフィールド伯爵
マクルズフィールド伯爵（マクルズフィールドはくしゃく、英語: Earl of Macclesfield）は、2度にわたって創設されたイングランド貴族ないしグレートブリテン貴族の伯爵位。

## 歴史

### 第1期 (ジェラード家)
イングランド貴族としての最初の創設は1679年で、兵士であり政治家であった初代ジェラード男爵チャールズ・ジェラードのためにこの爵位が設けられた。ジェラードは既に、1645年に「サフォーク州ブランドンのジェラード男爵」として叙爵されていたが、伯爵位の叙爵とともに、ブランドン子爵 (Viscount Brandon) も与えられた。これらの爵位はいずれもイングランド貴族のものである。この初代伯爵は、高名な判事で、1581年から1594年まで記録長官(Master of the Rolls) の任にあったサー・ギルバート・ジェラードの曾孫にあたった。初代の跡は長男が爵位を継承した。
第2代伯爵チャールズ・ジェラードは1683年のライハウス陰謀事件に関わり、死刑判決を受けたが、その後、国王チャールズ2世の特赦によって赦された。1701年に没したときに嫡子はおらず、弟が襲爵して、第3代伯爵となった。
第3代伯爵フィットン・ジェラードは、襲爵以前にヤーマス 、ランカスター、ランカシャーから選出されて、庶民院議員となったことがあった。1702年に第3代伯爵が没した際に継承資格のある者がおらず、廃絶した。

### 第2期 (パーカー家)
1721年、グレートブリテン貴族としてマクルズフィールド伯爵位が再度創設された。有名な法律家であった初代パーカー男爵トマス・パーカーが、「オックスフォード州ユーウェルムのパーカー子爵 (Viscount Parker, of Ewelme in the County of Oxford)」および「パラティン郡チェスターのマクルズフィールド伯爵（Earl of Macclesfield, in the County Palatine of Chester）」に陞爵した。
初代伯爵トマスは、1710年から1718年まで王座部主席判事 (Lord Chief Justice of the King's Bench) を務め、1718年から1725年まで大法官の任にあった。パーカーは既に1716年に、「パラティン郡チェスターのパーカー男爵」て「パーカー卿 (Lord Parker)」となっていた。これもグレートブリテン貴族の爵位のひとつであった。男爵位とは異なり、新たな子爵位や伯爵位は後継者が決められていたが、初代伯爵には男子の嫡子がいなかったため、ハーズリー・ハウスの初代准男爵サー・ウィリアム・ヒースコート夫人となっていた娘エリザベスへ、さらにその息子へと爵位は継承されるものとされた。1725年、トマスは汚職の罪を問われ、3万ポンドの支払いを強いられた。爵位はその後、娘の長男が襲爵し、第2代となった。
第2代伯爵ジョージ・パーカーは、優れた天文学者であり、王立協会の会長を何年も務めた。爵位は長男が襲爵した。
第3代伯爵トマス・パーカーは、襲爵以前にニューカッスル・アンダー・ライム、オックスフォードシャー 、ロチェスターから選出されて、庶民院議員となったことがあった。
第3代伯爵の跡は、長男ジョージ・パーカーが第4代として襲爵した。彼は優れた政治家で、1816年から1818年にかけて、農業省大臣 (President of the Board of Agriculture) を務めた。
第4代の死去後、爵位は弟トマス・パーカーが第5代として襲爵した。第5代の跡は、その息子が第6代として襲爵した。
第6代伯爵トマス・パーカーは、襲爵以前にオックスフォードシャーから選出されて、庶民院議員となり、保守党に所属していた。第6代の跡は、その孫が第7代として襲爵した。
第7代伯爵ジョージ・パーカーは、第6代伯爵の長男であったパーカー子爵（儀礼称号）ジョージ・オーガスタス・パーカー (George Augustus Parker) の息子であった。このマクルズフィールド卿は、1954年から1963年まで、地方統監の任にあった。
2014年現在、この爵位を保持しているのは、1992年に父である第8代ジョージの跡を襲爵した、第7代伯爵の孫にあたる第9代伯爵リチャード・パーカーである。
パーカー家の居城は、オックスフォード近郊のシャーバーン城であるが、この城とその敷地は、マクルズフィールド家の資産管理会社であるビーチウッド・エステート社 (the Beechwood Estates Company) の所有となっている。2004年末、第9代伯爵は、長期にわたった厳しい法廷闘争の果てに、この居城から追い立てられた。

#### 一族
チャールズ3世妃カミラの最初の夫であったアンドリュー・パーカー・ボウルズは、母方の姓を継いだデレク・ヘンリー・パーカー＝ボウルズ (Derek Henry Parker-Bowles) の息子であり、第6代伯爵の三男アルジェモン・ロバート・パーカー師 (Reverend the Hon. Algernon Robert Parker) の孫であった。このため、パーカー・ボウルズ准将は、この伯爵位およびこれに付随する爵位と、遠いながらも縁があることになる。
第6代伯爵の次男セシル・トマス・パーカー師 (Cecil Thomas Parker) の息子であるウィルフレッド・パーカー師 (the Right Reverend Wilfred Parker, 1883 - 1966) は、プレトリア主教を務めた。

## 歴代伯爵

### マクルズフィールド伯爵（1679年創設）
- 初代 チャールズ・ジェラード（英語版）(1618–1694)
- 第2代 チャールズ・ジェラード (1659–1701)
- 第3代 フィットン・ジェラード (1665–1702)

### マクルズフィールド伯爵（1721年創設）
- 初代 トマス・パーカー (1667–1732)
- 第2代 ジョージ・パーカー (c. 1697–1764)
- 第3代 トマス・パーカー (1723–1795)
- 第4代 ジョージ・パーカー（英語版） (1755–1842)
- 第5代トマス・パーカー (1763–1850)
- 第6代 トマス・オーガスタス・ウォルステンホルム・パーカー (1811–1896)
  - ジョージ・オーガスタス・パーカー (1843–1895)
- 第7代 ジョージ・ロブデン・ウィリアム・ヘンリー・パーカー（英語版） (1888–1975)
- 第8代 ジョージ・ロジャー・アレクサンダー・トマス・パーカー（英語版）(1914–1992)
- 第9代リチャード・ティモシー・ジョージ・マンスフィールド・パーカー（英語版）(1943 – )

推定相続人は弟（ジョナサン）デイヴィッド・ジョフリー・パーカー閣下 (the Hon. (Jonathan) David Geoffrey Parker) (1945 - ) である。